# Astragalus nuttallianus
Astragalus nuttallianus — вид квіткових рослин з родини бобових (Fabaceae). Ареал охоплює такі країни: США (Аризона, Арканзас, Каліфорнія, Колорадо, Канзас, Луїзіана, Невада, Нью-Мексико, Оклахома, Техас, Юта), пн. і цн. Мексика.

## Морфологічна характеристика
Це однорічна трав'яниста рослина, зовнішній вигляд якої мінливий. Стебла тонкі, волохаті, завдовжки від 4 до 45 сантиметрів. Листя має довжину до 6,5 сантиметра і складається з кількох овальних загострених або круглих листочків. Суцвіття має від 1 до 4 білих до фіолетових або двоколірних квіток, кожна менше сантиметра завдовжки. Плід — біб завдовжки від 12 до 26 мм.

## Середовище
Це однорічна трав'яниста рослина, яка росте на посушливих рівнинах і схилах пагорбів, вздовж арройо та пустельних рівнин. Цей вид є токсичним для великої рогатої худоби, овець та кіз. Симптоми включають втрату ваги, порушення координації задніх ніг та параліч. Наразі немає відомих серйозних загроз для цього виду.